# Lista de equipes da NASCAR Cup Series
Essa é a lista de equipes da NASCAR Cup Series de 2018.
| Fabricante            | Equipe                             | Nº | Piloto                 | Chefe de equipe                     |
| --------------------- | ---------------------------------- | -- | ---------------------- | ----------------------------------- |
| Chevrolet             | Beard Motorsports                  | 62 | Brendan Gaughan        | Darren Shaw                         |
| Chevrolet             | Chip Ganassi Racing                | 1  | Jamie McMurray         | Matt McCall                         |
| Chevrolet             | Chip Ganassi Racing                | 42 | Kyle Larson            | Chad Johnston                       |
| Chevrolet             | Circle Sport/The Motorsports Group | 33 | Jeffrey Earnhardt      | Pat Tryson                          |
| Chevrolet             | Germain Racing                     | 13 | Ty Dillon              | Bootie Barker                       |
| Chevrolet             | Hendrick Motorsports               | 9  | Chase Elliott          | Keith Rodden                        |
| Chevrolet             | Hendrick Motorsports               | 24 | William Byron (R)      | Alan Gustafson                      |
| Chevrolet             | Hendrick Motorsports               | 48 | Jimmie Johnson         | Chad Knaus                          |
| Chevrolet             | Hendrick Motorsports               | 88 | Alex Bowman            | Greg Ives                           |
| Chevrolet             | JTG Daugherty Racing               | 37 | Chris Buescher         | Trent Owens                         |
| Chevrolet             | JTG Daugherty Racing               | 47 | A. J. Allmendinger     | Tristian Smith                      |
| Chevrolet             | Leavine Family Racing              | 95 | Kasey Kahne            | Todd Parrott                        |
| Chevrolet             | Richard Childress Racing           | 3  | Austin Dillon          | Justin Alexander                    |
| Chevrolet             | Richard Childress Racing           | 31 | Ryan Newman            | Luke Lambert                        |
| Chevrolet             | Richard Petty Motorsports          | 43 | Darrell Wallace Jr (R) | Drew Blickensderfer Scott McDougall |
| Chevrolet             | Rick Ware Racing                   | 51 | Timmy Hill 2           | Carlos Contreras 1 Joe Lax 35       |
| Chevrolet             | Rick Ware Racing                   | 51 | Cody Ware 1            | Carlos Contreras 1 Joe Lax 35       |
| Chevrolet             | Rick Ware Racing                   | 51 | Stanton Barrett        | Carlos Contreras 1 Joe Lax 35       |
| Chevrolet             | Rick Ware Racing                   | 51 | Kevin O'Connell        | Carlos Contreras 1 Joe Lax 35       |
| Chevrolet             | Tommy Baldwin Racing               | 7  | Elliott Sadler         | Kenneth Davis                       |
| Ford                  | Front Row Motorsports              | 34 | Michael McDowell       | Donnie Wingo                        |
| Ford                  | Front Row Motorsports              | 38 | David Ragan            | Derrick Finley                      |
| Ford                  | Go Fas Racing                      | 32 | Matt DiBenedetto       | Gene Nead                           |
| Ford                  | Roush Fenway Racing                | 6  | Trevor Bayne           | Matt Puccia                         |
| Ford                  | Roush Fenway Racing                | 17 | Ricky Stenhouse Jr.    | Brian Pattie                        |
| Ford                  | Stewart-Haas Racing                | 4  | Kevin Harvick          | Rodney Childers 35 Daniel Knost 1   |
| Ford                  | Stewart-Haas Racing                | 10 | Aric Almirola          | Billy Scott                         |
| Ford                  | Stewart-Haas Racing                | 14 | Clint Bowyer           | Mike Bugarewicz                     |
| Ford                  | Stewart-Haas Racing                | 41 | Kurt Busch             | Tony Gibson                         |
| Ford                  | Team Penske                        | 2  | Brad Keselowski        | Paul Wolfe                          |
| Ford                  | Team Penske                        | 12 | Ryan Blaney            | Jeremy Bullins                      |
| Ford                  | Team Penske                        | 22 | Joey Logano            | Todd Gordon                         |
| Ford                  | Wood Brothers Racing               | 21 | Paul Menard            | Greg Erwin                          |
| Toyota                | BK Racing                          | 23 | Joey Gase              | Patrick Donahue                     |
| Toyota                | BK Racing                          | 23 | Gray Gaulding (R)      | Patrick Donahue                     |
| Toyota                | BK Racing                          | 83 | Corey LaJoie           | Doug Richert                        |
| Toyota                | Furniture Row Racing               | 78 | Martin Truex Jr.       | Cole Pearn                          |
| Toyota                | Gaunt Brothers Racing              | 96 | D. J. Kennington       | Keith Hinkein                       |
| Toyota                | Joe Gibbs Racing                   | 11 | Denny Hamlin           | Mike Wheeler                        |
| Toyota                | Joe Gibbs Racing                   | 18 | Kyle Busch             | Adam Stevens                        |
| Toyota                | Joe Gibbs Racing                   | 19 | Daniel Suárez          | Dave Rogers                         |
| Toyota                | Joe Gibbs Racing                   | 20 | Erik Jones             | Jason Ratcliff                      |
| Chevrolet 31 Toyota 5 | Premium Motorsports                | 15 | Michael Waltrip 1      | Mark Hillman                        |
| Chevrolet 31 Toyota 5 | Premium Motorsports                | 15 | Reed Sorenson 2        | Mark Hillman                        |
| Chevrolet 32 Toyota 4 | Premium Motorsports                | 55 | Reed Sorenson 1        | Wayne Carroll                       |
| Chevrolet 32 Toyota 4 | Premium Motorsports                | 55 | Derrike Cope 2         | Wayne Carroll                       |
| Ford 34 Chevrolet 2   | TriStar Motorsports                | 72 | Cole Whitt             | Frank Kerr                          |